# Семенцова Надія Мефодіївна
Надія Мефодіївна Семенцова (нар. 11 грудня 1927, Дніпропетровськ — пом. 19 лютого 2001, Москва) — радянська і російська кіноактриса, дружина кінорежисера Річарда Вікторова.

## Життєпис
Знімалася в більшості його фільмів, також у фільмах інших режисерів.
Закінчила Театральне училище ім. Щукіна (педагоги: Віра Львова та Л. М. Шихматов) у 1951 році.
Зніматися в кіно почала ще студенткою училища, на театральні підмостки прийшла в обласній ТЮГ у 1951 році. Грала в спектаклях «Міщани», «На жвавому місці» тощо.

## Родина
Діти:
- Михайло Олексійович Семенцов-Огієвський (нар.. 1952) — режисер анімаційного кіно, член Спілки кінематографістів Росії, організатор кіновиробництва.

- Ганна Вікторівна (нар.. 1959) — режисер кіно-і телепрограм.
- Микола Вікторов (нар.. 1964) — російський кінорежисер, сценарист, продюсер, актор.

У Москві жила на Маломосковській вулиці, будинок 3.

## Фільмографія
1. 1955 — Матрос Чижик — Аннушка
2. 1956 — Море кличе — Антоніна
3. 1958 — На зеленій землі моїй — Оксана
4. 1960 — Попереду крутий поворот — працівник міліції
5. 1963 — Третя ракета — Люся
6. 1963 — Не плач, Оленка
7. 1964 — Валера
8. 1965 — Кохана — Римма
9. 1966 — Чарівна лампа Аладдіна — епізод
10. 1967 — Вони живуть поруч — медсестра
11. 1968 — Перехідний вік — мати Олі Алексєєвої
12. 1970 — Переступи поріг — мати Аліка Тихомирова
13. 1971 — Вчора, сьогодні і завжди
14. 1972 — Іванів катер — Парасковія Никифорова
15. 1973 — Москва-Кассіопея — Філатова
16. 1974 — Підлітки у Всесвіті — робот-виконавець
17. 1974 — Час її синів — Антоніна
18. 1976 — Обеліск — Уляна
19. 1977 — Міміно — секретарка кадровика в міністерстві цивільної авіації
20. 1979 — Задача з трьома невідомими — Віра Петрівна, експерт-криміналіст
21. 1980 — Крізь терни до зірок — Надія Іванова
22. 1983 — Комета — Галина Кучкіна
23. 1984 — Менший серед братів — Варя
24. 1985 — Особиста справа судді Іванової — судовий засідатель
25. 1985 — Прощання слов'янки[2] — лікар дитбудинку
26. 1987 — Ось така історія… — мати Галі